# فانيسا هينكه
فانيسا هينكه (بالألمانية: Vanessa Henke) مواليد 15 يناير 1981، هي لاعبة كرة مضرب ألمانية سابقة بدأت مسيرتها كمحترفة سنة 1998، اعتزلت اللعب في 2013. أعلى تصنيف لها في الفردي كان 137. أعلى تصنيف لها في الزوجي كان 110.

## النهائيات

### الزوجي: 2 (0–2)
| الحصيلة | الرقم | التاريخ      | الدورة                        | الأرضية | الشريك          | المنافس                       | النتيجة               |
| ------- | ----- | ------------ | ----------------------------- | ------- | --------------- | ----------------------------- | --------------------- |
| الوصافة | 1.    | 21 مايو 2000 | فيينا، النمسا                 | ترابية  | لينكا نميتشكوفا | باولا سوريس باتريشيا تارابيني | 4–6 2–6               |
| الوصافة | 2.    | 5 يوليو 2008 | جائزة بودابيست الكبيرة، المجر | ترابية  | رالوكا أولارو   | أليز كورنيه جانيت هوساروفا    | 7–6(7–5), 1–6, [6–10] |

## روابط خارجية
- فانيسا هينكه على موقع رابطة محترفات التنس (الإنجليزية)
- فانيسا هينكه على موقع الاتحاد الدولي لكرة المضرب (الإنجليزية)
- فانيسا هينكه على موقع كأس بيلي جين كينغ (الإنجليزية)
- فانيسا هينكه على موقع بطولة ويمبلدون (الإنجليزية)
- فانيسا هينكه على موقع خلاصة التنس.كوم (الإنجليزية)